# Bakuto
I bakuto (博徒?) erano giocatori d'azzardo che percorrevano il Giappone portando i loro giochi tradizionali dal diciottesimo secolo alla metà del ventesimo secolo. Furono precursori delle moderne bande criminali giapponesi conosciute come yakuza.

## Storia
I Bakuto esercitavano il loro mestiere nelle città e nelle strade pubbliche del Giappone feudale, praticando giochi tradizionali come l'hanafuda e i dadi. Erano per lo più emarginati di vario tipo, che vivevano al di fuori delle leggi e delle norme della società. Tuttavia, durante l'era Tokugawa venivano di tanto in tanto assunti dalle amministrazioni locali per giocare con i lavoratori, al fine di riconquistare una parte del reddito in cambio di una percentuale.
Molti Bakuto usavano ricoprire il corpo con elaborati tatuaggi che spesso esponevano a torso nudo. Questa moda ha portato alla tradizione della yakuza moderna di tatuare tutto il corpo.
Quando i Bakuto si organizzarono in gruppi espandendosi in altre attività, come l'usura, la metà delle basi per la yakuza moderna era nata (l'altra metà proveniva dai Tekiya, un gruppo di venditori ambulanti).
Fino alla metà del XX secolo alcune organizzazioni yakuza che si occupavano principalmente del gioco d'azzardo si descrivevano come gruppi bakuto, ma questo era visto come obsoleto, e la maggior parte di essi vennero poi assorbiti in grandi gruppi yakuza più diversificati. Ad esempio la Honda-kai situata a Kōbe fu una banda bakuto che dopo la seconda guerra mondiale formò un'alleanza con la Yamaguchi-gumi, ma venne presto superata dalla banda più grande.